# Édit de Restitution

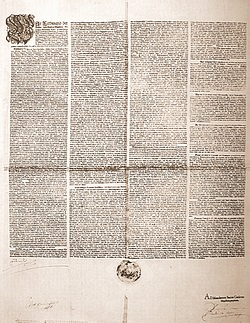
Édit de Restitution.

L’édit de Restitution (6 mars 1629) est pour Ferdinand II une tentative de restaurer le règlement religieux et territorial de la paix d'Augsbourg (1555) et de la paix de Passau (1552), et ainsi de récupérer les biens ecclésiastiques dont les protestants s'étaient peu à peu emparés, profitant de la faiblesse des empereurs précédents.

## Contexte
Cet édit est promulgué à la fin de la période danoise de la guerre de Trente Ans : les forces protestantes, bohémiennes ou danoises, ont été vaincues militairement, et avant l'entrée en guerre de la Suède la situation est largement favorable aux Impériaux. L'Empereur souhaite alors récupérer les biens et terres confisquées par les protestants, et asseoir son autorité.

## Contenu

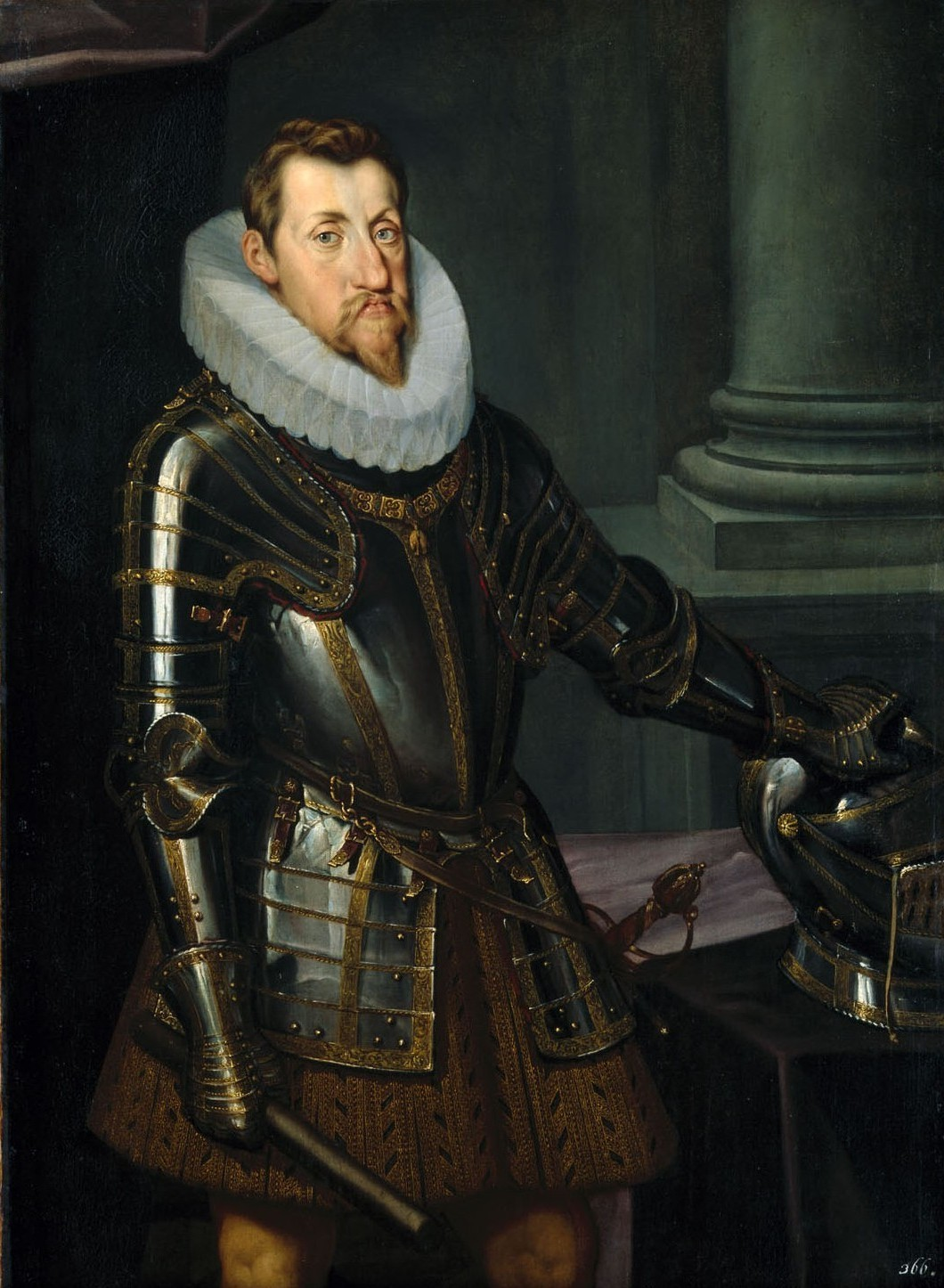
Kaiser Ferdinand II. 1614

Cet édit fut une décision de l'empereur seul. Contrairement aux usages qui prévalaient par le passé, ni la Diète, ni le Collège électoral ne furent consultés. Il s'agissait donc d'une manifestation de la volonté absolutiste de Ferdinand II qui inquiéta les princes, tant protestants que catholiques.
Le point majeur de l’édit de Restitution imposait « la réservation ecclésiastique » sur les territoires des archevêchés de Brême et de Magdebourg, 12 évêchés et plus de 100 maisons religieuses. Des milliers de protestants ont dû abandonner les lieux où ils vivaient au profit des catholiques, et se réfugier dans des États protestants.
Le Nord-Est de l'Allemagne était plus particulièrement concerné. Dans cette région, l'influence de Ferdinand était jusque-là, plus faible. Les administrateurs impériaux désignés pour faire appliquer les règles de l'édit rétablissaient en même temps, l'autorité impériale dans un secteur qui avait profité de la faiblesse de l'Empire pendant presque cent ans. La menace était implicite pour les princes allemands.

## Suites
Wallenstein avait massé dans la région une armée de 134 000 fantassins prête, si besoin était, à imposer l'autorité impériale. Aussi, les princes allemands ne pouvaient réagir. Ceux-ci se groupèrent alors derrière Maximilien de Bavière pour presser Ferdinand d'écarter Wallenstein. Celui-ci récemment nommé duc de Friedland et de Mecklembourg, devient gênant. Gustave-Adolphe de Suède, roi luthérien, soutient lui aussi les protestants. Or la Suède luthérienne, est l'alliée de la France et de Richelieu qui n'apprécie pas beaucoup les Habsbourg. Bien que Ferdinand ait agi dans son bon droit, ces mouvements ne tardèrent pas à alarmer les Français.
Dans le même temps, afin d'assurer la dynastie, Ferdinand II voulait que son fils (Ferdinand III) soit élu roi des Romains. Bien que tout puissant à ce moment-là, il devait cependant s'en remettre au vote des électeurs pour maintenir sa dynastie au pouvoir. Espérant par la même occasion faire approuver une participation de l'Empire plus importante dans les conflits qui se déroulaient en Europe, il convoqua une réunion des électeurs à Ratisbonne en 1630.
Jean-Georges Ier de Saxe et Georges William de Brandebourg, tous deux protestants, entendant bien protester contre l'édit de Restitution, se rendaient compte qu'ils avaient peu à gagner en prenant part à la guerre. Maximilien de Bavière attendait toujours de Ferdinand le renvoi de Wallenstein.
Pour gagner le vote des électeurs, Ferdinand II sacrifia Wallenstein en août 1630, permettant à celui-ci de démissionner pour sauver la face. Obtenir la destitution du chef militaire le plus puissant du moment, en Europe, était une victoire importante pour les électeurs et Ratisbonne aurait dû être considéré comme une défaite pour Ferdinand II. Cependant, le débarquement de Gustave-Adolphe avec 4 000 hommes en Poméranie pendant le mois de juillet 1630, éclipsa l'évènement. Sans Wallenstein, Ferdinand II dut se tourner vers Maximilien de Bavière et le comte de Tilly.
L'édit de restitution est suspendu par la paix de Prague, en 1635.